# London Borough of Islington

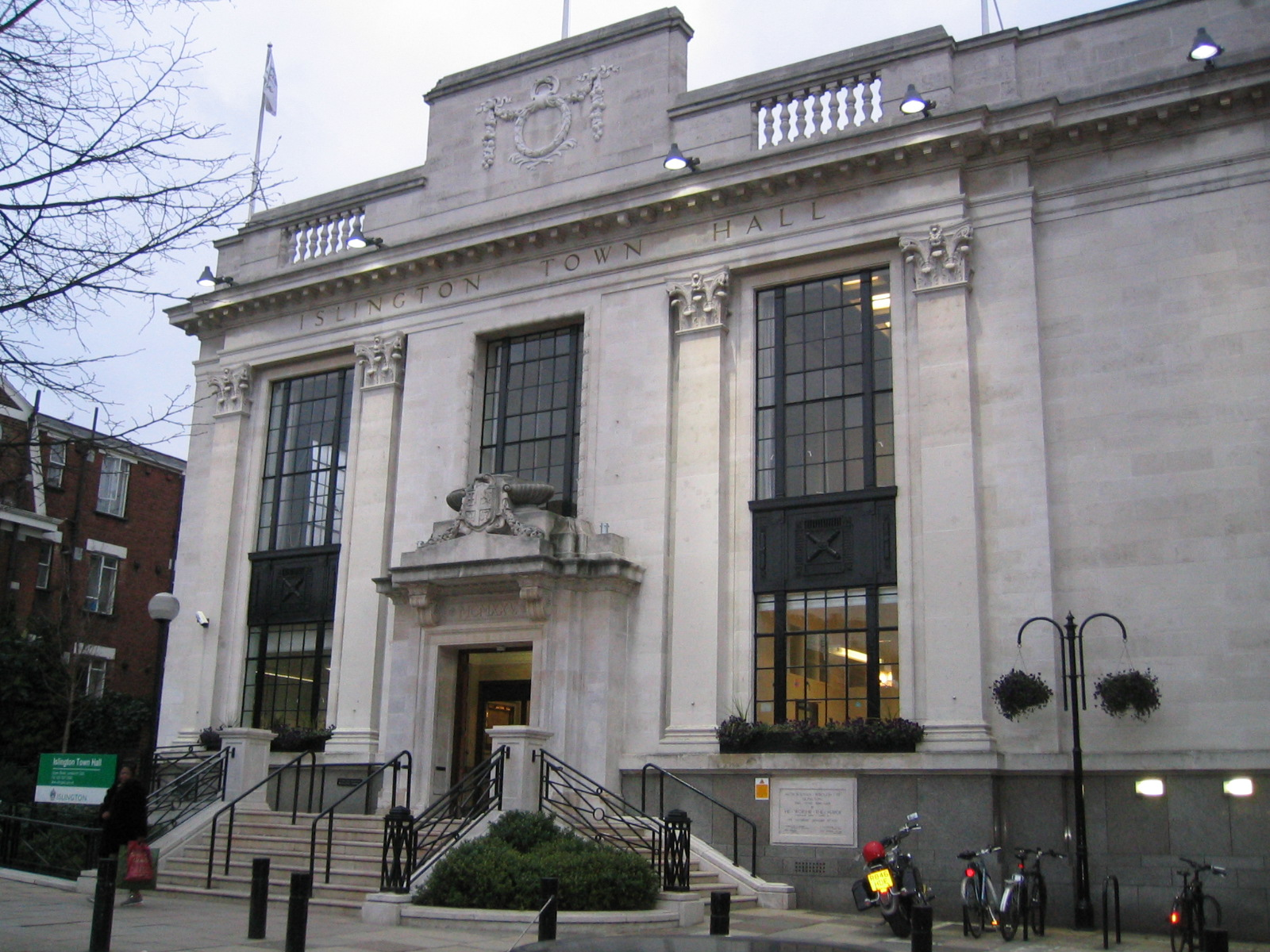
Ratusz w Islington

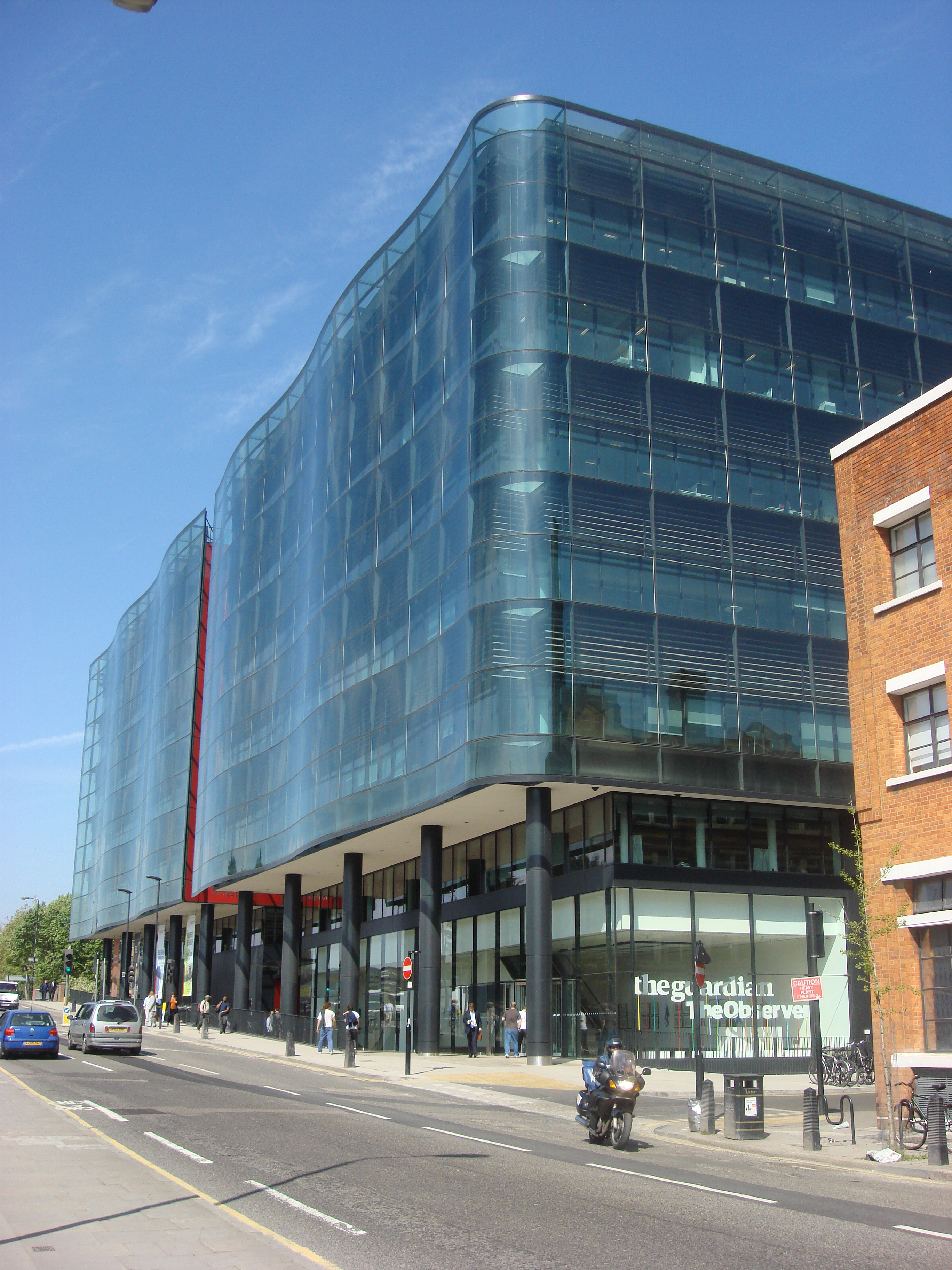
Kings Place

London Borough of Islington – jedna z 32 gmin Wielkiego Londynu położona w jego północnej części. Wraz z 11 innymi gminami wchodzi w skład tzw. Londynu Wewnętrznego. Władzę stanowi Rada Gminy Islington (ang. Islington Council).

## Historia
Gminę utworzono w 1965 na podstawie ustawy London Government Act 1963  ze stołecznych gmin Finsbury (ang. Metropolitan Borough of Finsbury) i Islington (ang. Metropolitan Borough of Islington), które utworzono w 1900 roku w ramach podziału hrabstwa County of London na 28 gmin.

## Geografia
Gmina Islington ma powierzchnię 14,86 km², graniczy od wschodu z Hackney,  od zachodu z Camden, od południa z City, zaś od północy z Haringey.
W skład gminy Islington wchodzą następujące obszary:
| - Angel - Barnsbury - Canonbury - Clerkenwell - Finsbury - Highbury - Holloway | - Islington - King’s Cross (na granicy z Camden) - Lower Holloway - Pentonville - St Luke's - Tufnell Park (na granicy z Camden) - Upper Holloway |

Gmina dzieli się na 16 okręgów wyborczych które nie pokrywają się dokładnie z podziałem na obszary, zaś mieszczą się w dwóch rejonach tzw. borough constituencies – Islington North i Islington South and Finsbury.
| - Barnsbury (Islington South and Finsbury) - Bunhill (Islington South and Finsbury) - Caledonian (Islington South and Finsbury) - Canonbury (Islington South and Finsbury) - Clerkenwell (Islington South and Finsbury) - Finsbury Park (Islington North) - Highbury East (Islington North) - Highbury West (Islington North) | - Hillrise (Islington North) - Holloway (Islington South and Finsbury) - Junction (Islington North) - Mildmay (Islington North) - St. Georges's (Islington North) - St. Mary’s (Islington South and Finsbury) - St. Peter's (Islington South and Finsbury) - Tollington (Islington North) |

## Demografia
W 2011 roku gmina Islington miała 206 125  mieszkańców.
Podział mieszkańców według grup etnicznych na podstawie spisu powszechnego z 2011 roku:
| - Biali Brytyjczycy: 98 322 (47,7%) - Biali Irlandczycy: 8 140 (3,9%) - Irish Travellers: 163 (0,1%) - Pozostali biali: 33 890 (16,4%) - Mieszani Karaibowie: 4 236 (2,1%) - Mieszani Afrykanie: 1 912 (0,9%) - Mieszani Azjaci: 2 964 (1,4%) - Pozostali mieszani: 4 227 (2,1%) - Hindusi: 3 534 (1,7%) | - Pakistańczycy: 951 (0,5%) - Banglijczycy: 4 662 (2,3%) - Chińczycy: 4 457 (2,2%) - Pozostali Azjaci: 5 430 (2,6%) - Czarni Afrykanie: 12 622 (6,1%) - Czarni Karaibowie: 7 943 (3,9%) - Pozostali czarni: 5 729 (2,8%) - Arabowie: 1 893 (0,9%) - Pozostałe grupy etniczne: 5 050 (2,4%) |

Podział mieszkańców według wyznania na podstawie spisu powszechnego z 2011 roku:
- Chrześcijaństwo –  40,2%
- Islam – 9,5%
- Hinduizm – 1,0%
- Judaizm – 0,9%
- Buddyzm – 1,0%
- Sikhizm – 0,3%
- Pozostałe religie – 0,5%
- Bez religii – 30,0%
- Nie podana religia – 16,6%

Podział mieszkańców według miejsca urodzenia na podstawie spisu powszechnego z 2011 roku:
| - Wielka Brytania (133 095 – 64,57%) - Irlandia (5 679 – 2,76%) - Turcja (3 777 – 1,83%) - Stany Zjednoczone (3 142 – 1,52%) - Australia (3 029 – 1,47%) - Włochy (2 956 – 1,43%) - Francja (2 658 – 1,29%) - Somalia (2 518 – 1,22%) - Bangladesz (2 160 – 1,05%) - Niemcy (2 090 – 1,01%) - Rumunia (2 374 – 0,93%) - Polska (1 749 – 0,85%) - Hiszpania (1 588 – 0,77%) - Nigeria (1 547 – 0,75%) | - Jamajka (1 452 – 0,70%) - Chiny (1 413 – 0,69%) - Indie (1 424 – 0,69%) - Południowa Afryka (1 115 – 0,54%) - Portugalia (1 001 – 0,49%) - Ghana (826 – 0,40%) - Filipiny (760 – 0,37%) - Iran (722 – 0,35%) - Pakistan (472 – 0,23%) - Kenia (456 – 0,22%) - Sri Lanka (282 – 0,14%) - Zimbabwe (283 – 0,14%) - Litwa (245 – 0,12%) - pozostali (29 343 – 14,24%) |

## Transport

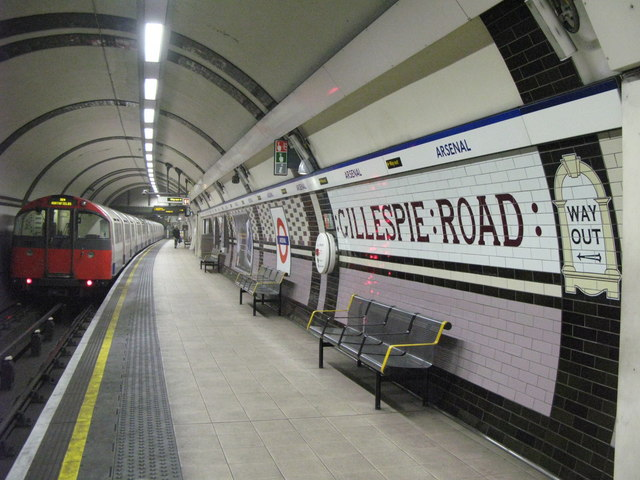
stacja metra Arsenal

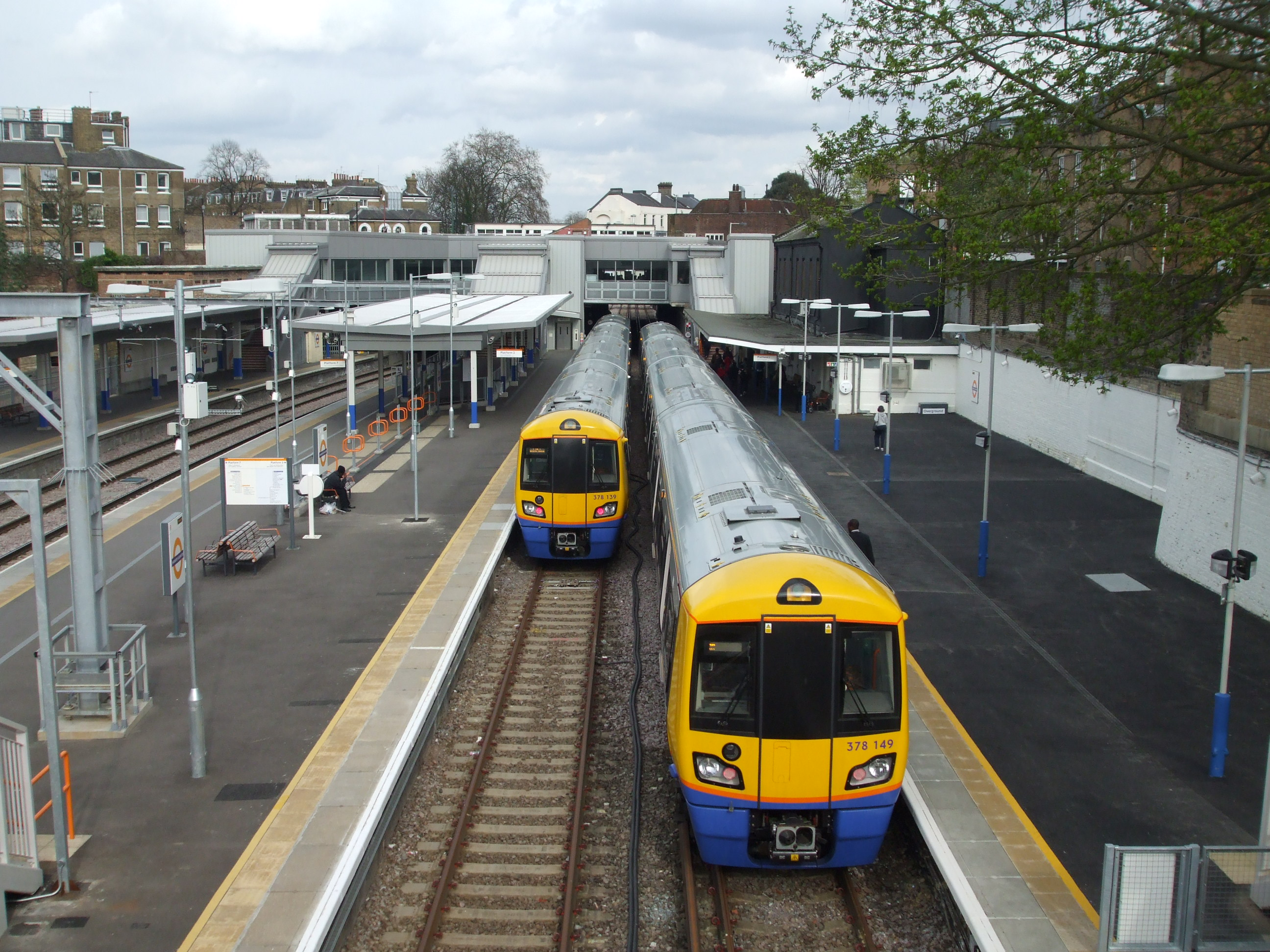
stacja Highbury & Islington

Przez gminę Islington przebiega sześć linii metra: Circle Line, Hammersmith & City Line, Metropolitan Line, Northern Line, Piccadilly line i Victoria Line.
Stacje metra:
- Angel – Northern Line
- Archway – Northern Line
- Arsenal – Piccadilly line
- Caledonian Road – Piccadilly line
- Farringdon – Circle Line, Hammersmith & City Line i Metropolitan Line
- Finsbury Park – Piccadilly line i Victoria Line
- Highbury & Islington – Victoria Line
- Holloway Road – Piccadilly line
- Old Street – Northern Line
- Tufnell Park (na granicy z Camden) – Northern Line

Pasażerskie połączenia kolejowe na terenie gminy Islington obsługują przewoźnicy First Capital Connect i London Overground.
Stacje kolejowe:
- Drayton Park
- Essex Road
- Farringdon
- Finsbury Park
- Highbury & Islington
- Old Street

Stacje London Overground:
- Caledonian Road & Barnsbury
- Canonbury
- Crouch Hill
- Highbury & Islington
- Upper Holloway

## Miejsca i muzea

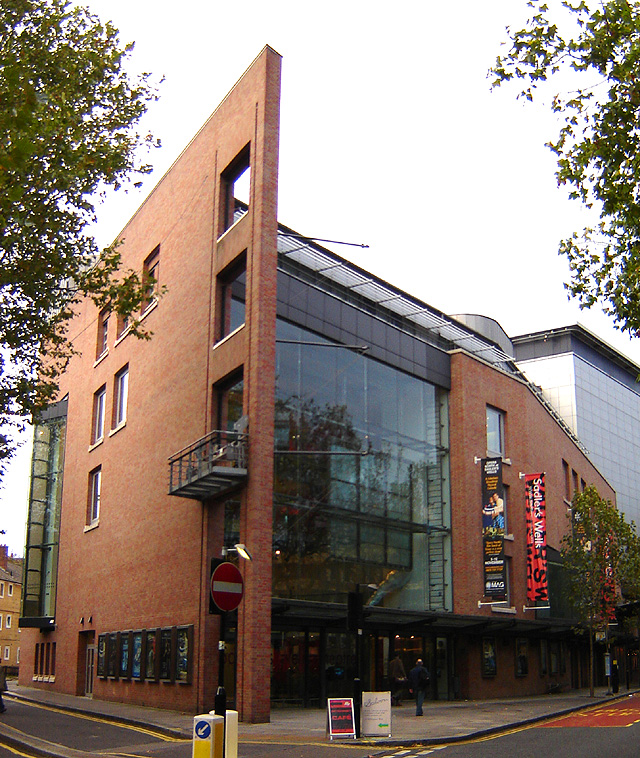
Sadler’s Wells Theatre

- Emirates Stadium siedziba klubu piłkarskiego Arsenal F.C.
- Kings Place[11]
- Almeida Theatre[12]
- Pleasance Theatre Trust[13]
- Courtyard Theatre[14]
- King’s Head Theatre[15]
- Old Red Lion Theatre[16]
- Sadler’s Wells Theatre[17]
- Union Chapel[18]
- Little Angel Theatre[19]
- Islington Museum[20]
- Estorick Collection of Modern Italian Art[21]

## Edukacja
- City University

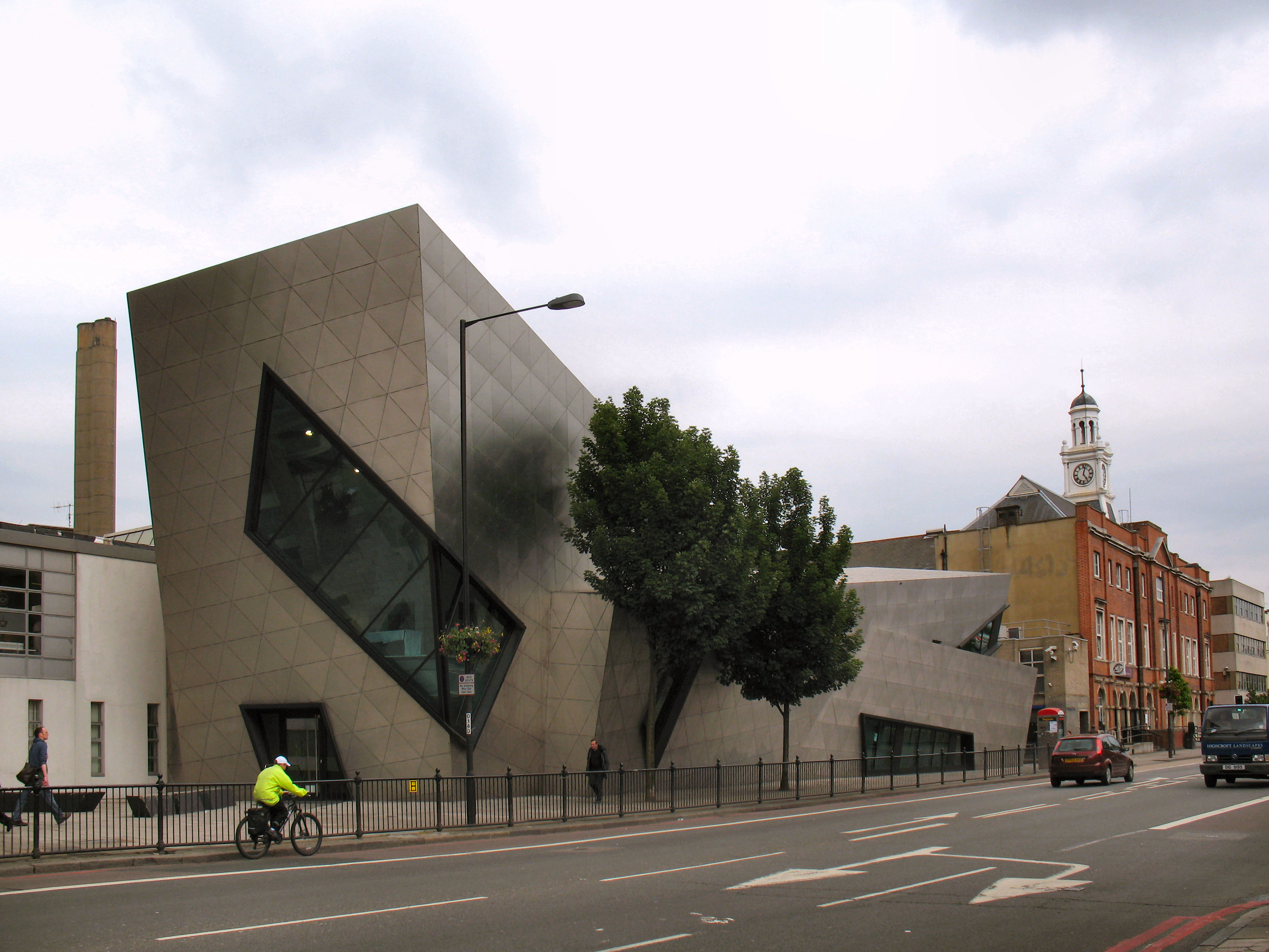
Orion Building - Post Graduate Centre of London Metropolitan University

- London Metropolitan University (North Campus)[22]
- City and Islington College (Centre for Applied Sciences, Centre for Business, Arts and Technology, Centre for Health, Social and Child Care, Centre for Lifelong Learning, Sixth Form College)[23]
- School of Oriental and African Studies (Vernon Square Campus)[24]

## Kościoły

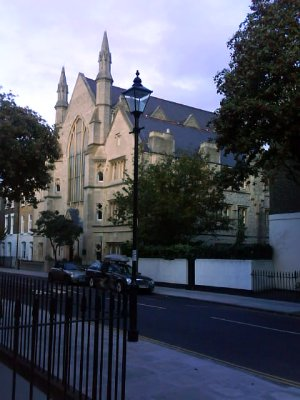
Polska parafia przy Devonia Road jest siedzibą Misji Polskiej od 1930 r.

- Polska parafia MB. Częstochowskiej, będąca siedzibą główną Polskiej Misji Katolickiej w Anglii i Walii[25]. W 1928 roku władze miejskie zamknęły dzierżawiony kościół polski w Londynie przy Mercer Street ze względu na jego stan techniczny zagrażający bezpieczeństwu. Po wielu poszukiwaniach, zdecydowano się na kupno kościoła przy Devonia Road 2 w dzielnicy Islington, który sprzedawali Swedenborgianie. Kupiono go za 4000 funtów. Kardynał Bourne, ówczesny arcybiskup katolicki Londynu, wspomógł inwestycję pożyczką 1000 funtów na remont. Kościół stał się siedzibą oficjalną Polskiej Misji Katolickiej, świątynią parafialną, a także służył polskiej szkole sobotniej.  Był to pierwszy polski kościół na Wyspach Brytyjskich. Jego poświęcenie odbyło się 30 października 1930 roku. Dokonał go ks. kardynał August Hlond, Prymas Polski w obecności kardynała Bourne. W 1938 r. posługę duszpasterską w misji objął Ks. Władysław Staniszewski[26].
- Kościół włoski św. Piotra przy Clerkenwell Road. Jest to najstarszy kościół włoski w Londynie[27].

## Znane osoby
W Islington  urodzili się m.in.
- Louis Wain – artysta
- Dwain Chambers – lekkoatleta
- Charlotte Coleman – aktorka
- Leona Lewis – piosenkarka
- Adewale Akinnuoye-Agbaje – aktor
- John Wilkes – dziennikarz i polityk
- Mary Kingsley – pisarka i podróżniczka
- Kenneth Williams – aktor
- Emily Watson – aktorka
- Joe Cole – piłkarz
- George Martin – producent muzyczny
- Dana Rosemary Scallon – piosenkarka i polityk
- Steve Howe – gitarzysta rockowy
- John Stuart Mill – filozof, politolog i ekonomista
- Alexandra Burke – piosenkarka
- Ethel Thomson Larcombe – tenisistka